# Сидельникова, Вера Михайловна
Ве́ра Миха́йловна Сиде́льникова (1 января 1938[уточнить] , Владивосток — 25 февраля 2010, Москва) — профессор, доктор медицинских наук, заслуженный деятель науки РФ, лауреат премии правительства Российской Федерации, премии Л. С. Персианинова, член Правления Российского общества акушеров-гинекологов, врач высшей категории. Основоположник медицинского направления — профилактики и лечения невынашивания беременности. Автор десяти монографий, 14 авторских свидетельств и патентов и более чем 400 научных работ. С 1980 года и до своей гибели в 2010 году возглавляла отделение терапии и невынашивания беременности Научного центра акушерства, гинекологии и перинатологии им. В. И. Кулакова.

## Биография
Родилась в семье военного. До окончания 10-го класса школы в Североморске сменила 8 школ. После окончания школы поступила в мединститут в Одессе, затем перевелась во Второй Московский медицинский институт им. Н. И. Пирогова
В 1961 году с отличием окончила II Московский медицинский институт им. Н. И. Пирогова. Два года работала врачом акушером-гинекологом в Целиноградской области (Казахстан).
В 1963—1966 годы — аспирантка кафедры акушерства и гинекологии лечебного факультета II Московского государственного медицинского института им. Н. И. Пирогова, защитила диссертацию по проблеме резус-конфликтной беременности. Затем ассистент кафедры, старший научный сотрудник академической группы академика Л. С. Персианинова.
С 1968 года — старший научный сотрудник Всесоюзного Научно-исследовательского института акушерства и гинекологии Министерства здравоохранения СССР.
С 1980—2010 годы — руководитель отделения терапии и профилактики невынашивания беременности ФГУ «Научный центр акушерства, гинекологии и перинатологии».

### ДТП
Погибла от травм, полученных в результате ДТП, произошедшего утром 25 февраля 2010 года в районе Площади Гагарина в Москве. Автомобиль «Ситроен», в котором в качестве пассажирки находилась Вера Михайловна Сидельникова, столкнулся с «Мерседесом» — служебной машиной вице-президента «Лукойла» Анатолия Баркова
Похоронена в Москве, на Николо-Архангельском кладбище.

## Семья
- Сын Сергей Сидельников — специалист по ультразвуковой диагностике, скончался в результате инсульта 4 августа 2010 г.
- Дочь Наталья Сидельникова — педиатр.

## Научная деятельность
Под руководством В. М. Сидельниковой защищено 32 кандидатских и 8 докторских диссертаций. В. М. Сидельникова является автором 10 монографий по различным проблемам невынашивания беременности, 14 авторских свидетельств и патентов, более 400 научных работ, методических рекомендаций, руководств и стандартов по оказанию медицинской помощи в области акушерства и гинекологии.

### Избранные труды
- Персианинов Л. С., Сидельникова В. М., Елизарова И. П. Гемолитическая болезнь плода и новорожденного. — Л.: Медицина. Ленингр. отд-ние, 1981. — 208 с. — 11 000 экз.
- Сидельникова В. М., Кирющенков П. А. Гемостаз и беременность. — Триада-X, 2004. — ISBN 5-8249-0110-4. — 2500 экз.
- Сидельникова В. М. Привычная потеря беременности. — Триада-X, 2005. — ISBN 5-8249-0077-9. — 5000 экз.
- Сидельникова В. М., Антонов А. Г. Преждевременные роды. Недоношенный ребенок. — ГЭОТАР-Медиа, 2006. — ISBN 5-9704-0202-8. — 3000 экз.
  - ГЭОТАР-Медиа, 2009. — 3000 экз.
- Сидельникова В. М.. Эндокринология беременности в норме и при патологии. — МЕДпресс-информ, 2007. — ISBN 5-98322-302-X. — 3000 экз.
  - МЕДпресс-информ, 2009. — ISBN 5-98322-470-0. — 3000 экз.

## Почётные звания и награды
- Заслуженный деятель науки Российской Федерации (1999)
- Премия Правительства Российской Федерации (2001)
- Премия им. Л. С. Персианинова (2008)